# Lithobates sevosus
Espèce
Synonymes
- Rana sevosa Goin & Netting, 1940
- Rana capito sevosa Goin & Netting, 1940

Statut de conservation UICN

 CR B1ab(iii,v)+2ab(iii,v); C2a(ii) : 
En danger critique
Lithobates sevosus est une espèce d'amphibiens de la famille des Ranidae. Elle fait partie de la liste des 100 espèces les plus menacées au monde établie par l'UICN en 2012.

## Répartition

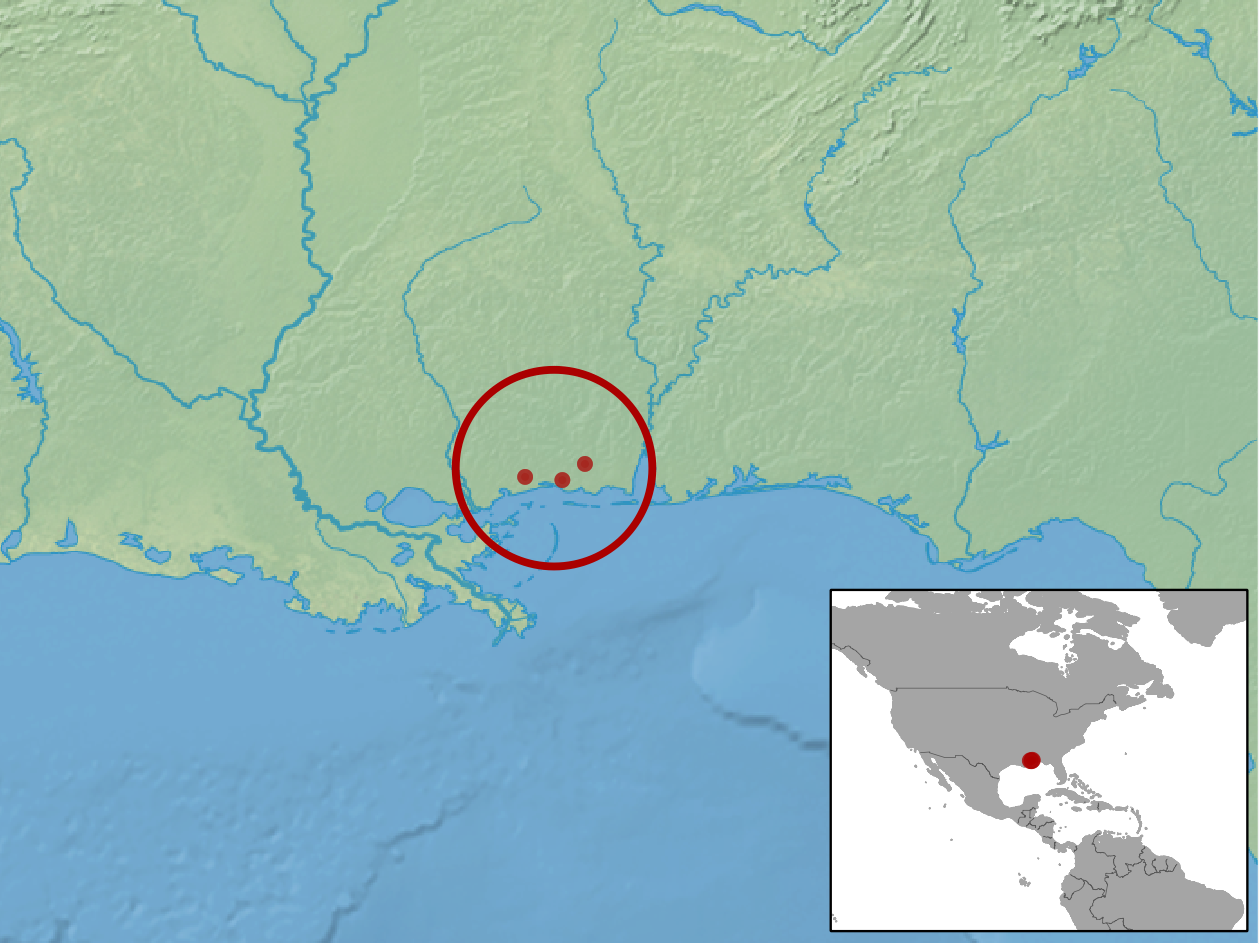
Répartition de l'espèce.

Autrefois, cette espèce était présente en abondance le long de la plaine côtière du golfe du Mexique, entre le delta du Mississippi à l'ouest et la baie de Mobile à l'est. Cependant, elle n'a pas été aperçue en Alabama depuis 1922 et en Louisiane depuis 1967.
Aujourd'hui, on ne recense que deux colonies de Lithobates sevosus, chacune dans l'État du Mississippi. La plus dense (environ 100 représentants de l'espèce) d'entre elles se trouve dans l'étang de Glen dans le comté de Harrison. L'autre, beaucoup plus diffuse, est répartie dans les zones humides environnantes, et notamment l'étang de Mike dans le comté de Jackson. Ces deux foyers de peuplement sont distants d'environ 32 kilomètres. 
L'aire de répartition de l'espèce diminue à un rythme effréné en raison de l’étalement urbain, de la déforestation et même des extinctions d'incendies, qui brisent la possibilité que la lumière du soleil atteigne les zones humides, ce qui est essentiel à la croissance de l’habitat immédiat des grenouilles. 

## Description
Lithobates sevosus mesure entre 56 et 105 mm, les femelles étant plus grandes que les mâles.

## Taxinomie
Lithobates sevosus était à l'origine décrite comme une nouvelle espèce Rana sevosa par Coleman Jett Goin et Morris Graham Netting en 1940. Par la suite cette espèce fut considérée comme une des nombreuses sous-espèces de Lithobates capito. Elle fut relevée au statut d'espèce en 2001 par Jeanne E. Young et Brian I. Crother.

## Menace
Cette espèce est fortement victime de deux maladies fongiques, dont la chytridiomycose, et, de ce fait, est incluse dans la liste des 100 espèces les plus menacées au monde établie par l'UICN en 2012.

## Publication originale
- Goin & Netting, 1940 : A new gopher frog from the Gulf Coast with comments upon the Rana areolata group. Annals of the Carnegie Museum, Pittsburgh, vol. 28, p. 137-169.